# Sam Posey
Sam Posey, né le 26 mai 1944 à New York, est un pilote automobile américain.

## Biographie
Sam Posey est né le 26 mai 1944 à New York.
Il remporte les 12 Heures de Sebring en 1975 et participe aux 24 Heures du Mans 1975 avec une BMW 3.0 CSL. Toujours avec BMW, il termine dixième des 24 Heures du Mans 1976.
En 2003, le Road Racing Drivers Club (RRDC) lui attribue le Bob Akin Memorial Motorsports Award.

## Résultats en championnat du monde de Formule 1
| Saison | Écurie        | Châssis      | Moteur           | Pneus     | GP disputés | Résultat | Classement |
| ------ | ------------- | ------------ | ---------------- | --------- | ----------- | -------- | ---------- |
| 1971   | Team Surtees  | Surtees TS9  | Ford Cosworth V8 | Firestone | États-Unis  | Abandon  | non-classé |
| 1972   | Champcarr Inc | Surtees TS9B | Ford Cosworth V8 | Firestone | États-Unis  | 12e      | non-classé |